# Puig d'en Cama
Puig d'en Cama är en bergstopp i Spanien.   Den ligger i provinsen Província de Tarragona och regionen Katalonien, i den östra delen av landet, 400 km öster om huvudstaden Madrid. Toppen på Puig d'en Cama är 699 meter över havet, eller 233 meter över den omgivande terrängen. Bredden vid basen är 5,2 km.
Terrängen runt Puig d'en Cama är huvudsakligen lite bergig.Runt Puig d'en Cama är det mycket tätbefolkat, med 1 463 invånare per kvadratkilometer. Närmaste större samhälle är Tarragonès, 17,4 km sydost om Puig d'en Cama. Runt Puig d'en Cama är det i huvudsak tätbebyggt.